# St. Maria und Michael (Kirnberg)

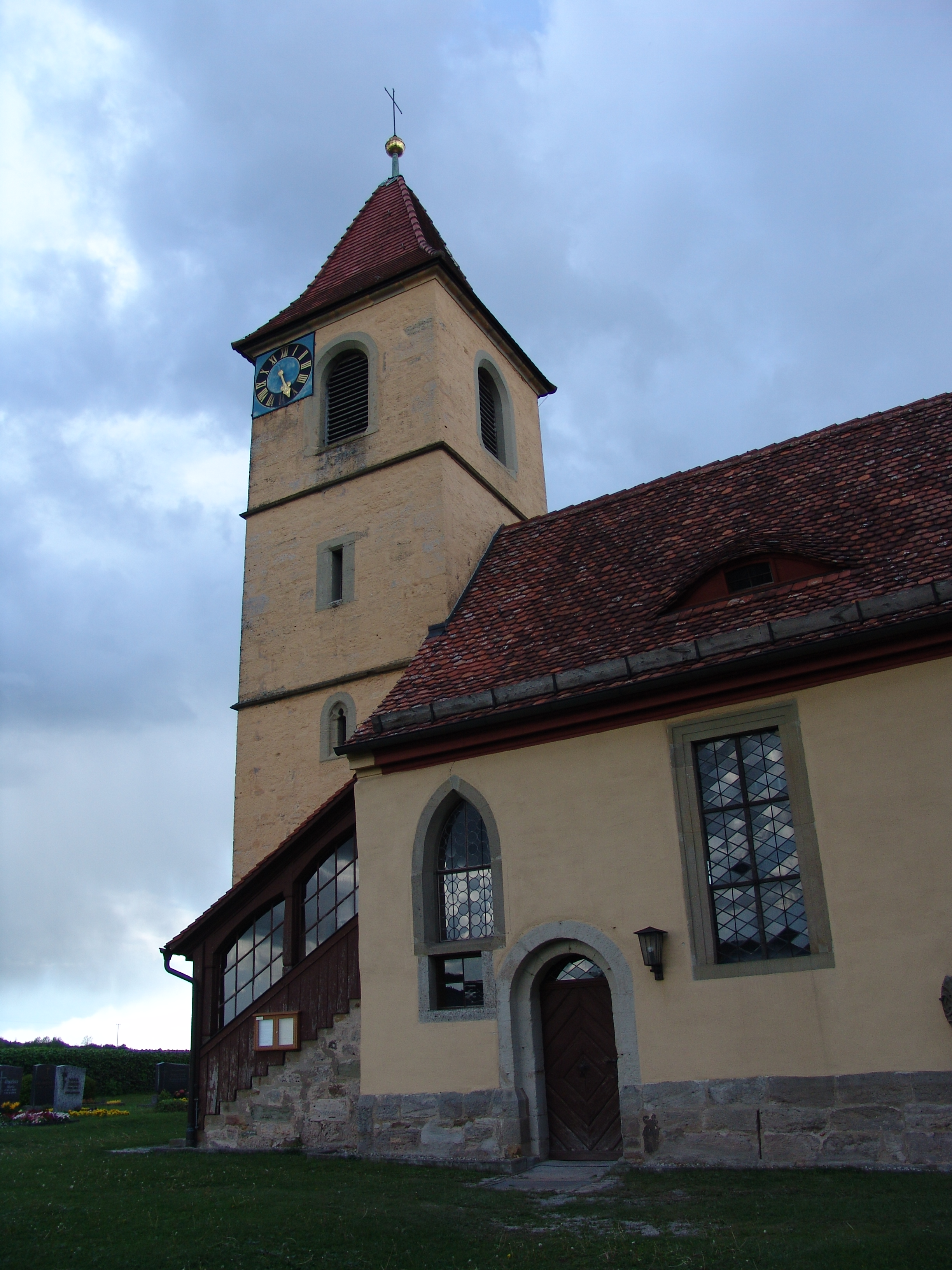
St. Maria und Michael in Kirnberg

Die evangelische, denkmalgeschützte Pfarrkirche St. Maria und Michael steht in Kirnberg, einem Gemeindeteil der Gemeinde Gebsattel im Landkreis Ansbach (Mittelfranken, Bayern). Das Bauwerk ist unter der Denkmalnummer D-5-71-152-16 als Baudenkmal in der Bayerischen Denkmalliste eingetragen. Die Kirchengemeinde gehört zur Pfarrei Gebsattel in der Region Mitte des Evangelisch-Lutherischen Dekanats Rothenburg ob der Tauber im Kirchenkreis Ansbach-Würzburg der Evangelisch-Lutherischen Kirche in Bayern. 

## Beschreibung
Die Saalkirche besteht aus einem Langhaus, das im Kern aus dem 12. Jahrhundert stammt und 1702 verändert wurde. Der eingezogene Chor von einem Joch und 5/8-Schluss im Osten stammt im Kern aus dem letzten Viertel des 14. Jahrhunderts. Er gehörte ursprünglich zu einem Chorturm, der bis auf das Erdgeschoss abgetragen wurde. Er ist außen mit Strebepfeilern gestützt und innen mit einem Kreuzrippengewölbe überspannt. Er hat ein Obergeschoss aus Holzfachwerk. An der Nordwand befindet sich die Sakristei. Der mit einem Pyramidendach bedeckte Kirchturm im Westen, der 1853/54 erneuert wurde, ist durch Gesimse in mehrere Geschosse geteilt. Sein oberstes Geschoss beherbergt die Turmuhr und den Glockenstuhl. An der Südseite wurde eine überdachte Treppe angebaut, die zu den Emporen an den Längsseiten des Langhauses führt, die 1617 eingebaut wurden. Der Innenraum des Langhauses ist mit einer Kassettendecke überspannt. Im Chorschluss befindet sich ein Sakramentshaus aus dem späten 14. Jahrhundert. Zur Kirchenausstattung gehören der Altar von 1706, die Kanzel von 1599 und das Taufbecken aus dem 17. Jahrhundert.